# 托里尼莱维尔
托里尼莱维尔（法語：Torigny-les-Villes，發音：[tɔʁiɲi le vil]），法国西北部城市，诺曼底大区芒什省的一个市镇，隶属于圣洛区，其市镇面积为39.23平方公里，2022年1月1日时人口数量为4,441人，在法国市镇中排名第2,509位（2021年）。
托里尼莱维尔位于芒什省东部偏南，是一个区域性的中心城市，因其境内的马提尼翁城堡而闻名，多条公路在此交汇。

## 地名来源
该地名“托里尼莱维尔”（Torigny-les-Villes）由两部分组成：“托里尼”（Torigny），取自该市镇的前身及主体维尔河畔托里尼（Torigni-sur-Vire），且将末尾字母“i”改回了19世纪之前的“y”；“莱维尔”（les-Villes），法语“城”的复数。
根据《法国西部报》一篇文章的论述，“Torigni”的来源存在多种说法，有人认为其中“Tor”和“igni”分别出自拉丁语单词“turris”和“igni”，意为“塔楼”和“火焰”；亦有人认为该名称出自当地历史上一名叫Tor的领主；此外该名称还有可能出自图林根部落。在法国大革命以前，当地的官方名称拼写为“Thorigny”。

## 历史

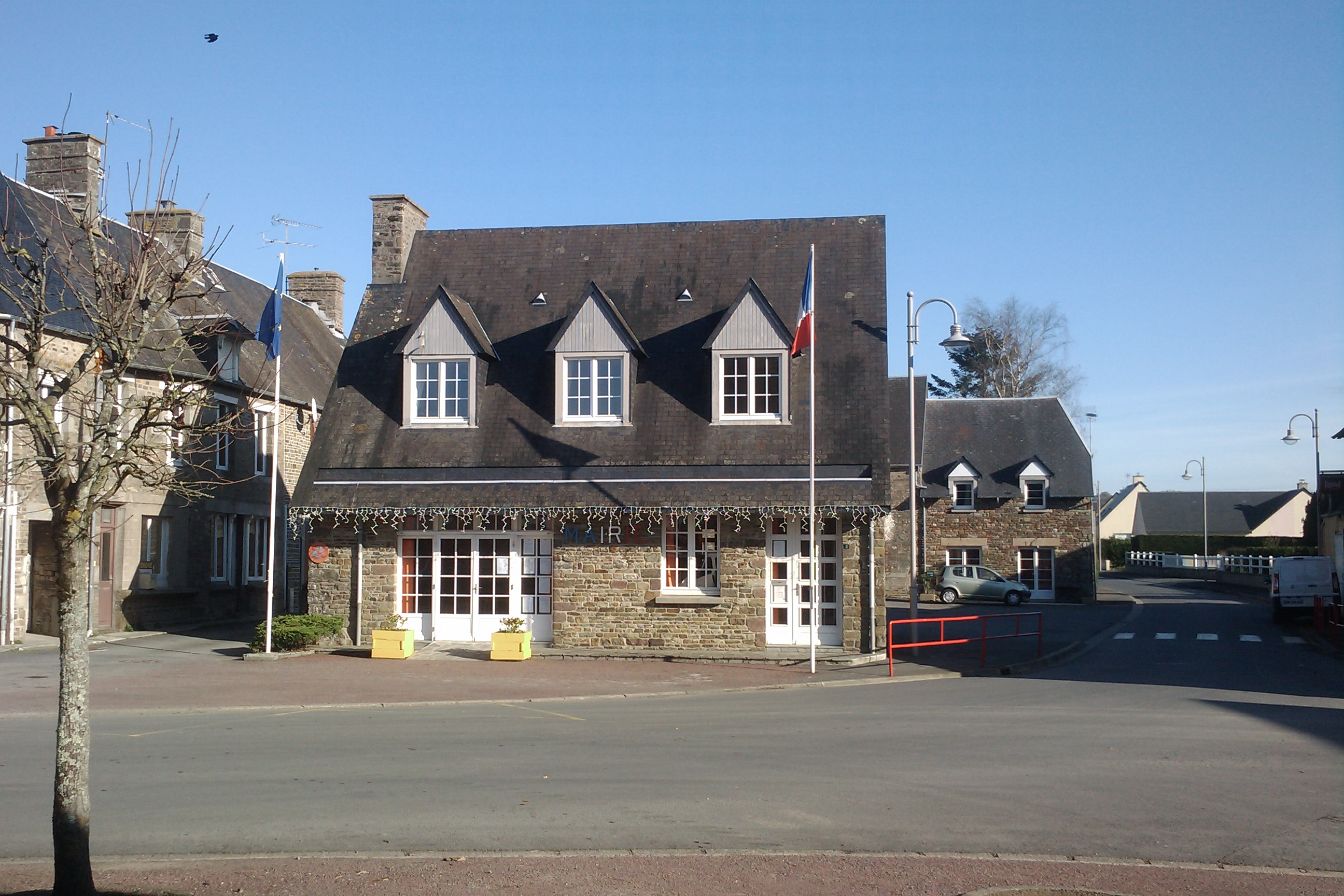
原吉尔贝维尔市政厅

托里尼莱维尔成立于2016年，由原市镇布雷克图维尔、日耶维尔、吉尔贝维尔和维尔河畔托里尼合并而成，其中维尔河畔托里尼为政府驻地。
维尔河畔托里尼是这一地区的一个中心市镇。公元十一世纪时，托里尼领主阿蒙勒当蒂为征服者威廉效力。中世纪中后期，托里尼长期为古伊翁家族的一处领地，其后代成员在此修建马提尼翁城堡作为家族宅邸。十六至十七世纪间，该城堡得到大幅扩建。法国大革命后，维尔河畔托里尼成为芒什省的一个市镇，并自1793年起成为同名县的县治。工业革命期间，途经维尔河畔托里尼的圣洛—吉尔贝维尔铁路建成通车，后于1938年关闭，并于1989年彻底废弃。2014年，维尔河畔托里尼县被撤销。
布雷克图维尔、日耶维尔和吉尔贝维尔历史上则均长期为普通农业聚落，法国大革命后各自成为独立市镇。

## 地理

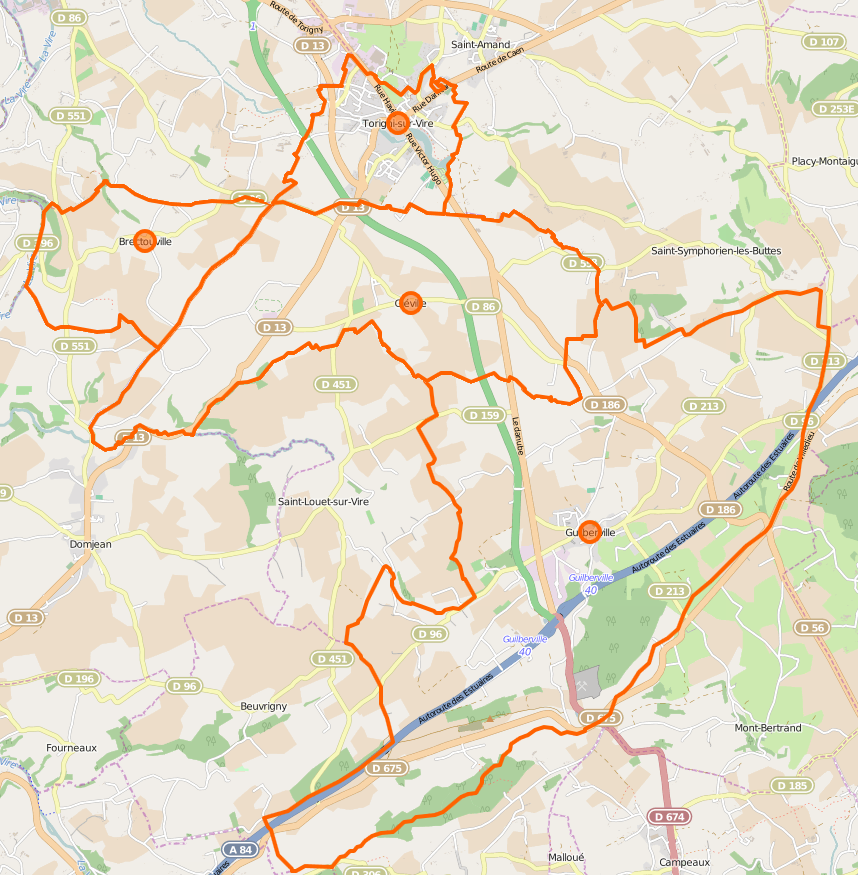
托里尼莱维尔市镇范围地图

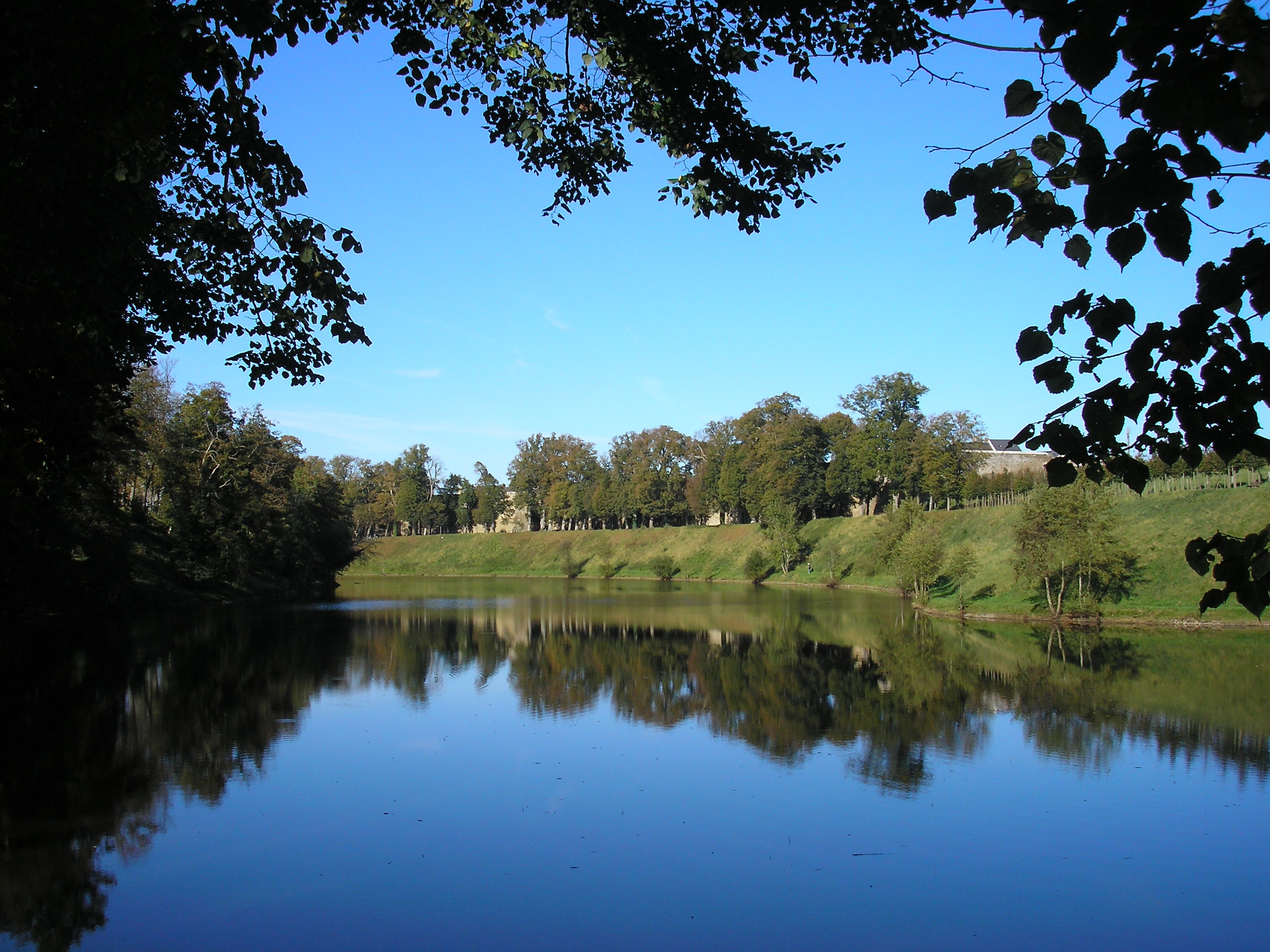
托里尼湖

托里尼莱维尔位于法国西北部，诺曼底大区西部和芒什省东南部，距离省会圣洛大约13公里。与托里尼莱维尔接壤的市镇包括：伯夫里尼、维尔河畔孔代、栋让、圣阿芒维拉日、维尔河畔圣卢埃和苏勒夫尔昂博卡日。

### 地形
托里尼莱维尔位于诺曼底丘陵西部腹地，境内以浅丘为主，市镇中心位于一处地势较为低洼的河谷地带，全境海拔在29到262米之间。

### 水文
维尔河自南向北流经托里尼莱维尔市镇西界，一条名叫Bélinière的小溪自东南向西北流经镇中心，其上游建有水坝并由此形成湖泊。巴朗松溪（ruisseau de Balençon）发源于市镇北部并自东向西流出市境；此外还有雅克尔河（Le Jacre）和穆兰溪（ruisseau du Moulin）发源于市镇范围南部并向西流出市境。

### 植被
托里尼莱维尔属于温带阔叶混交林区，林地散落分布于河流附近及坡地地带，当地多博卡日景观。
在鲜花城市的评比中，托里尼莱维尔被评为2星级鲜花城市。

### 气候
托里尼莱维尔在柯本气候分类法中属于温带海洋性气候（Cfb）。

## 行政区划
托里尼莱维尔的市镇编号为50601，邮政编号为50160。
在行政管理方面，托里尼莱维尔隶属于法国诺曼底大区芒什省圣洛区；在地方选举方面，托里尼莱维尔隶属于维尔河畔孔代县，其市镇范围全境被划入芒什省第一选区；在社会管理方面，托里尼莱维尔是圣洛城市圈公共社区的组成部分。
截至2024年12月，托里尼莱维尔市镇范围内暂无任何城市敏感街区和城市政策优先街区。
法国国家统计与经济研究所（简称“INSEE”）在进行数据统计时，将托里尼莱维尔及相邻的另外1个市镇设为托里尼莱维尔城市核心区，未将托里尼莱维尔划入任何城市区（Aire urbaine）。自2020年起，托里尼莱维尔被划入包含63个市镇的圣洛城市辐射区。此外，INSEE还将托里尼莱维尔市镇整体看作一个“块区”（IRIS），以便于统计人口分布情况。

## 交通

### 公路
A84高速公路和法国国道N174线在托里尼莱维尔境内交汇，另有芒什省省道D13线、D86线、D96线、D186线、D213线、D396线、D458线、D551线、D675线、D974线和D975线经过托里尼莱维尔境内。
2021年，78.5%的托里尼莱维尔家庭拥有至少一辆私人汽车。2023年，托里尼莱维尔境内共发生各类交通事故2起，造成4人受伤，其中1人重伤。
| 40 | 6.5 |

| 圣洛 | 13 |

| 维尔 | 25 |

| 维勒迪约 | 33 |

### 铁路
托里尼莱维尔位于圣洛—吉尔贝维尔铁路上，该铁路已废弃。
距离托里尼莱维尔最近的运营中的客运铁路车站为14公里外的圣洛站，该站停靠往返于卡昂和格朗维尔一线的区域列车，部分班次可直通雷恩。

### 航空
托里尼莱维尔距离卡昂-卡尔皮凯机场的公路里程大约55公里。

### 城市公共交通
托里尼莱维尔是圣洛城市公共交通（商业名称为“SLAM”）的服务覆盖范围。截至2024年12月，该系统共包括四条常规公交线路，其中公交N线经过托里尼莱维尔市区。

## 政治

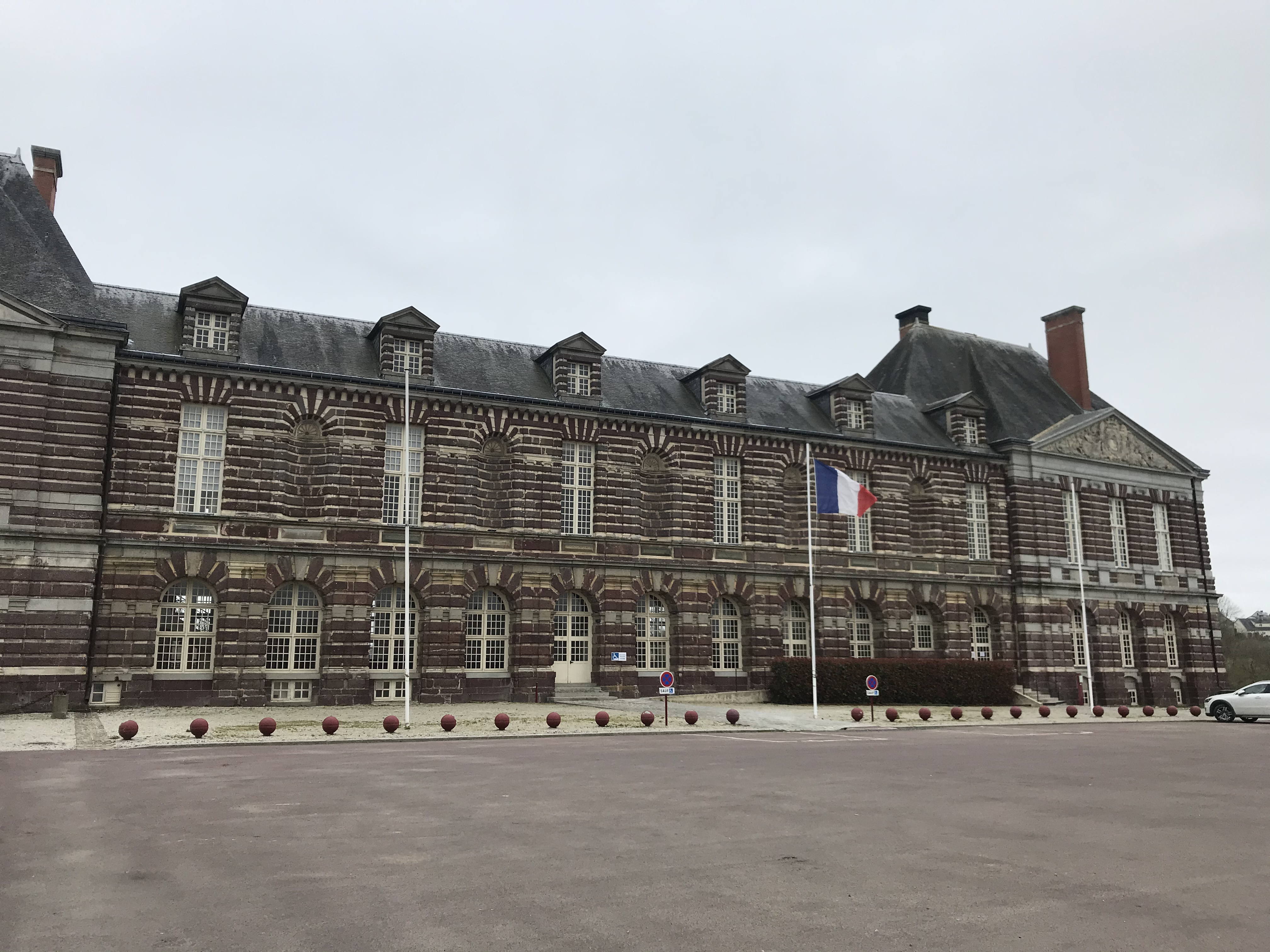
托里尼莱维尔市政厅

托里尼莱维尔的现任市长为米卡埃尔·格朗丹先生（Michaël GRANDIN），他是一名中间派，在2020年的市政选举中获得了65.43%的支持率。
在2022年的法国总统大选的第二轮选举中，法国第25任总统埃马纽埃尔·马克龙在托里尼莱维尔获得了55.28%的支持率。

## 人口
2021年，托里尼莱维尔市镇人口数量为4,439，在法国排名第2,509位。其中男性2,163人，女性2,276人，75岁及以上人口占10.2%，外籍人口数量为39人，人口密度为1,475人/平方公里，当地居民被称为（男性）或（女性）。2022年，托里尼莱维尔境内出生50人，死亡人口57人。
| 托里尼莱维尔1901年－2021年人口变化情况 |
|                                        |
| 数据来源：Cassini、INSEE               |

## 经济
托里尼莱维尔是一个区域性的中心城市。截至2024年12月，托里尼莱维尔市镇范围内共有各类用人单位（包含自雇）629家，比上一年同期新增27家。（城际公路物流）、（五金销售）及（禽类养殖）是当地2022年已公布营业额最高的三个企业，分别为19,560,231欧元、10,441,313欧元和10,137,913欧元。

## 财政与居民收入
2023年，托里尼莱维尔的财政收入总额为3,586,100欧元，财政支出总额为3,196,750欧元，当年的债务总额为1,765,620欧元。2023年，托里尼莱维尔市镇通过增值税获得98,260欧元的收入，此外当地还共获得了190,230欧元的国家直接财政补助。
| 托里尼莱维尔居民收入情况                         | 托里尼莱维尔居民收入情况 | 托里尼莱维尔居民收入情况 | 托里尼莱维尔居民收入情况 |
| 内容                                             | 托里尼莱维尔             | 法国                     | 统计年份                 |
| ------------------------------------------------ | ------------------------ | ------------------------ | ------------------------ |
| 征税家庭总数                                     | 1,943                    | 1,081（法国市镇平均）    | 2022年                   |
| 居民平均月收入                                   | 2,129欧元                | 2,435欧元                | 2022年                   |
| 高级职员人均月收入                               | 3,550欧元                | 4,331欧元                | 2021年                   |
| 中级职员人均月收入                               | 2,360欧元                | 2,470欧元                | 2021年                   |
| 普通职员人均月收入                               | 1,802欧元                | 1,801欧元                | 2021年                   |
| 贫困率                                           | 11%                      | 14.5%                    | 2020年                   |
| 青壮年（15至64岁）失业率                         | 6.1%                     | 7.4%                     | 2020年                   |
| 征税家庭数量占比                                 | 39.0%                    | 45.5%                    | 2020年                   |
| 家庭年均纳税                                     | 1,862欧元                | 4,393欧元                | 2022年                   |
| 资料来源：INSEE、L'Internaute、Le Journal du Net |                          |                          |                          |

## 社会事务

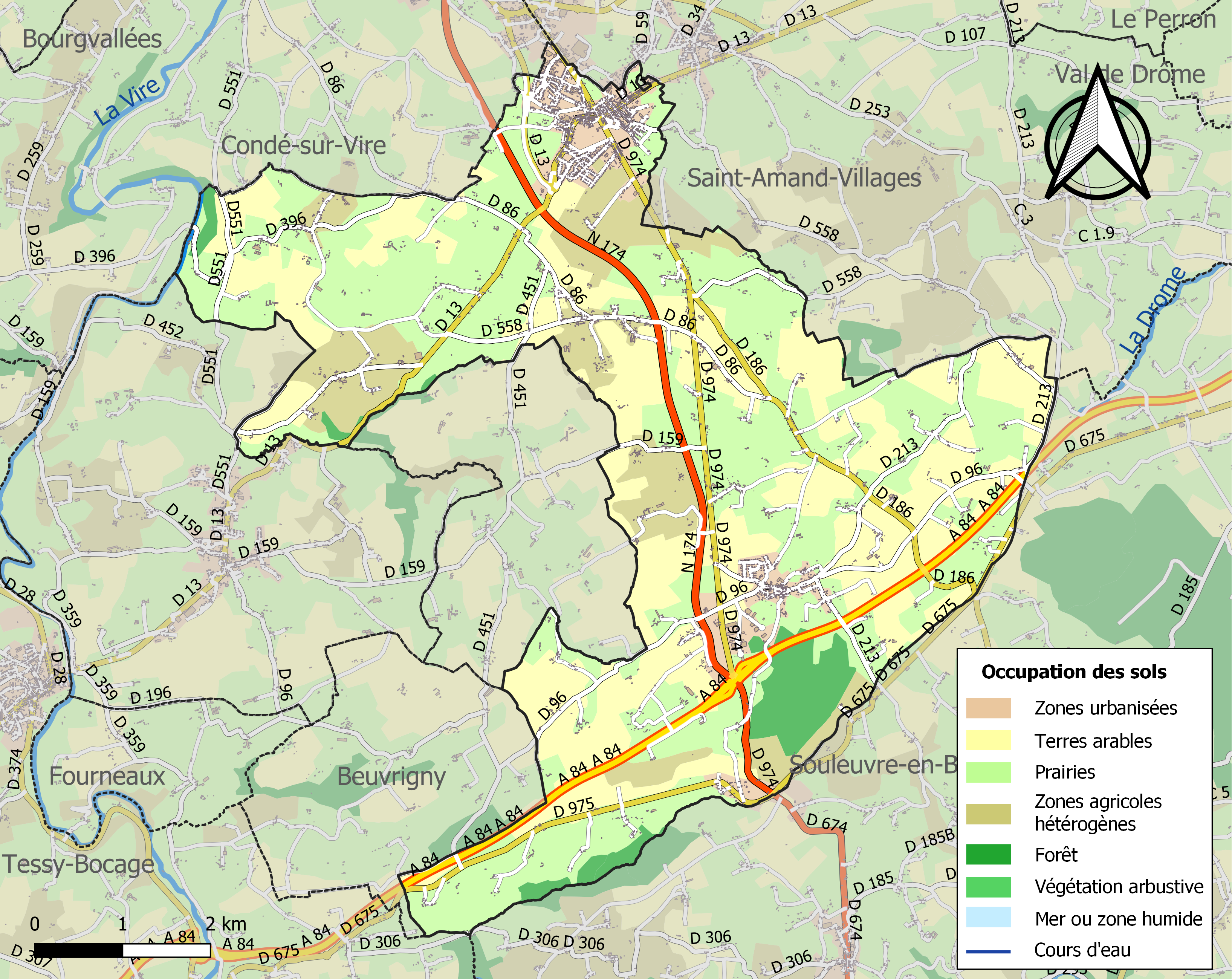
托里尼莱维尔土地利用情况地图

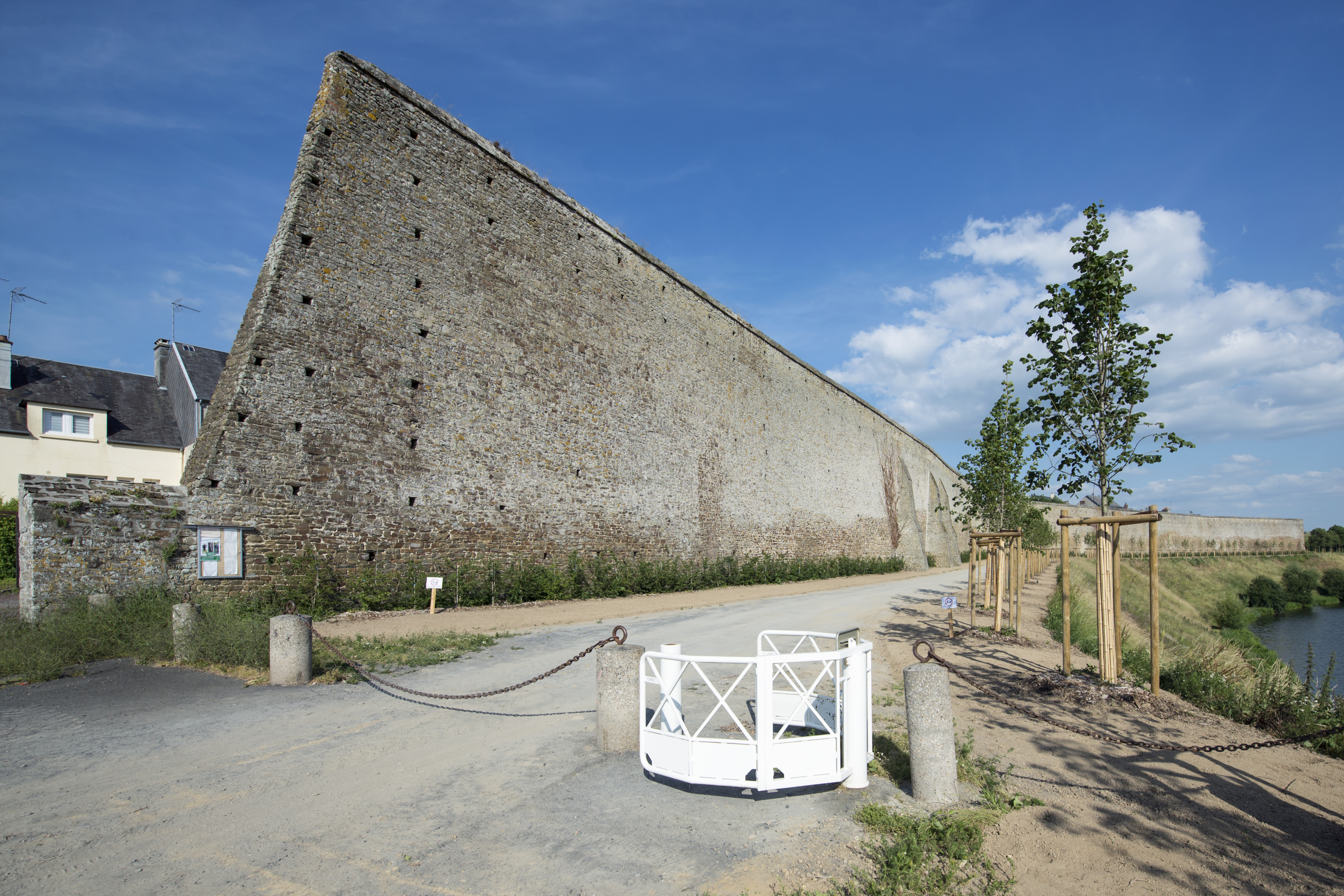
城墙附近的步行道

### 教育
托里尼莱维尔属于诺曼底学区。截至2023年1月1日，托里尼莱维尔境内共有3所小学和1所初级中学。2022至2023学年度，托里尼莱维尔境内共有在校中等教育阶段学生501名。

### 医疗
截至2023年1月1日，托里尼莱维尔境内共有全科医生4名、牙医4名、护士13名、药房1家、养老院1家。
距离托里尼莱维尔最近的区域性医疗机构为法美纪念中心医院，其主病区医院位于圣洛市区西南部，距离托里尼莱维尔市区的正常车程大约13分钟，该院设有床位520个，是圣洛区内规模最大的公立综合性医院。

### 住房
2021年，托里尼莱维尔境内共有各类住房2,270套，其中86.7%为独立式住宅，13.0%为集中式住宅。常住房屋占托里尼莱维尔市镇范围内居民建筑总量的86.7%。
在住房保障政策方面，2023年，托里尼莱维尔境内共有750户家庭获得了家庭津贴补助，受益人数占总人口数量的16.9%，其中265份为房租补助。

### 商业
2021年，托里尼莱维尔境内共有各类实体商铺91家，其中餐厅9家、大型超市1家、杂货店2家、面包房5家、肉铺3家、书店1家、装饰品店1家、银行门店1家、美容美发店6家、汽车维修店10家。托里尼莱维尔镇中心北侧建有一家Lidl超市。

### 体育
2023年，托里尼莱维尔境内共有2间体育馆、2处网球场、1处马术场、2处足球或橄榄球场以及1处篮球或排球场。
截至2024年12月，托里尼莱维尔境内暂无任何注册足球俱乐部。

### 环境
托里尼莱维尔的环境事务由其所属的圣洛城市圈公共社区联合各级政府协调负责。2021年，托里尼莱维尔境内暂无污染企业。

### 治安
2021年，托里尼莱维尔市镇范围内有1处宪兵队。
2023年，托里尼莱维尔市镇范围内累计记录各类案件81起，其中盗窃类案件16起，人身侵犯类案件31起，毒品交易类案件4起。

## 文化
2023年，托里尼莱维尔境内共有1家博物馆。托里尼莱维尔境内建有市政多媒体中心（Médiathèque municipale），每周一、二、三、五、六向公众开放。

### 建筑
托里尼莱维尔境内有多处历史建筑，其中马提尼翁城堡为法国国家文物保护单位。

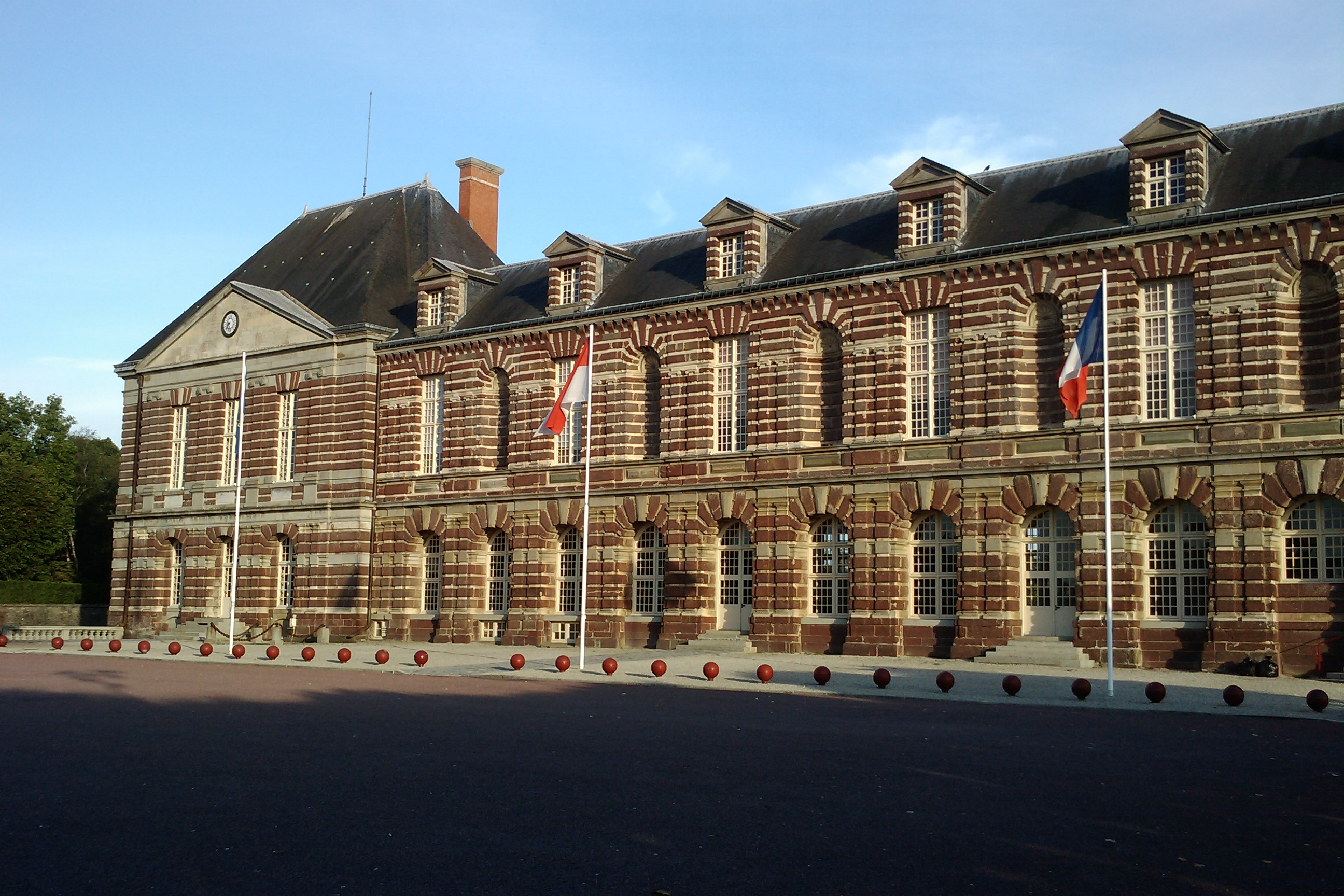
马提尼翁城堡（法语：Château des Matignon）
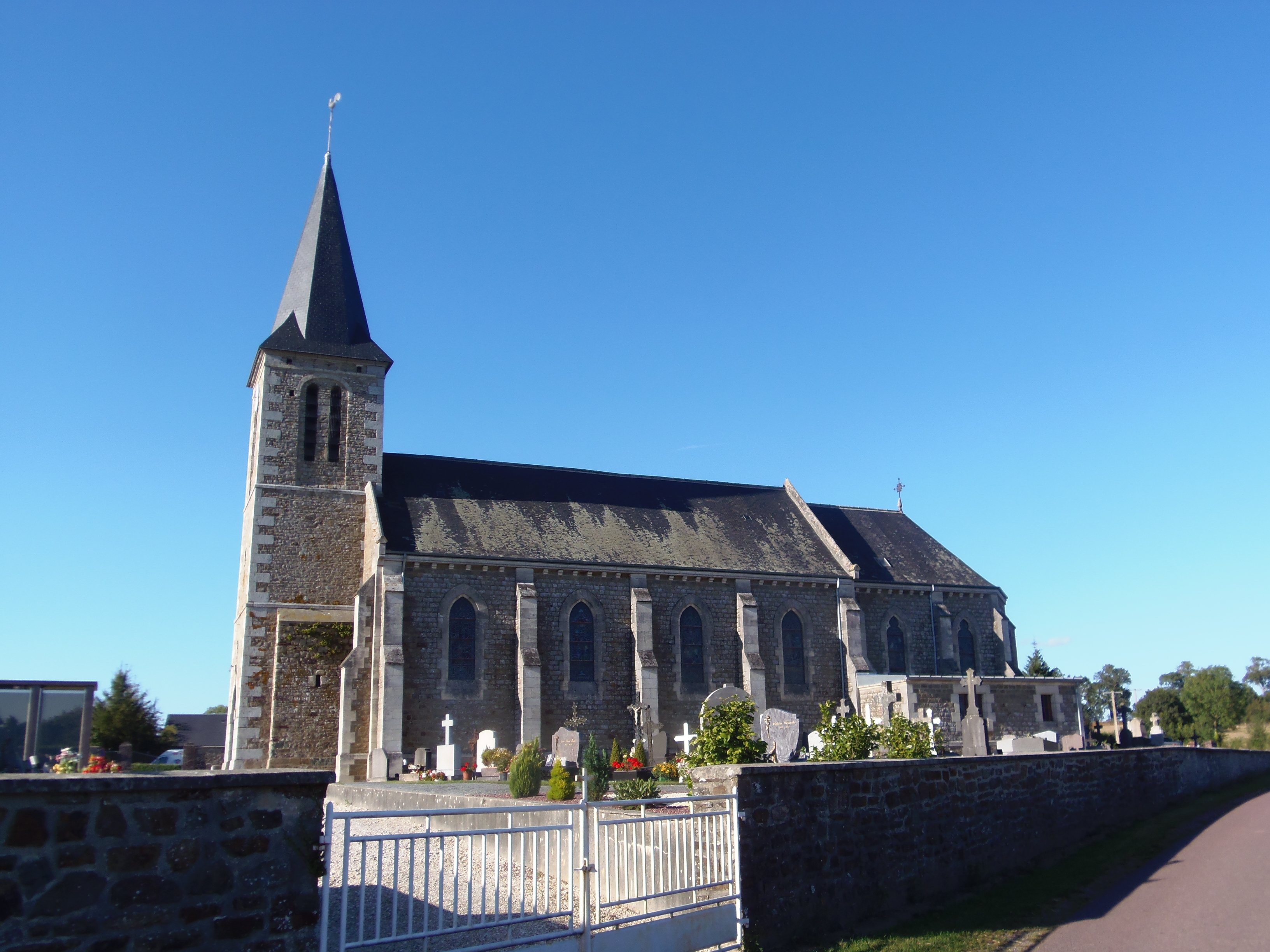
圣马丁教堂
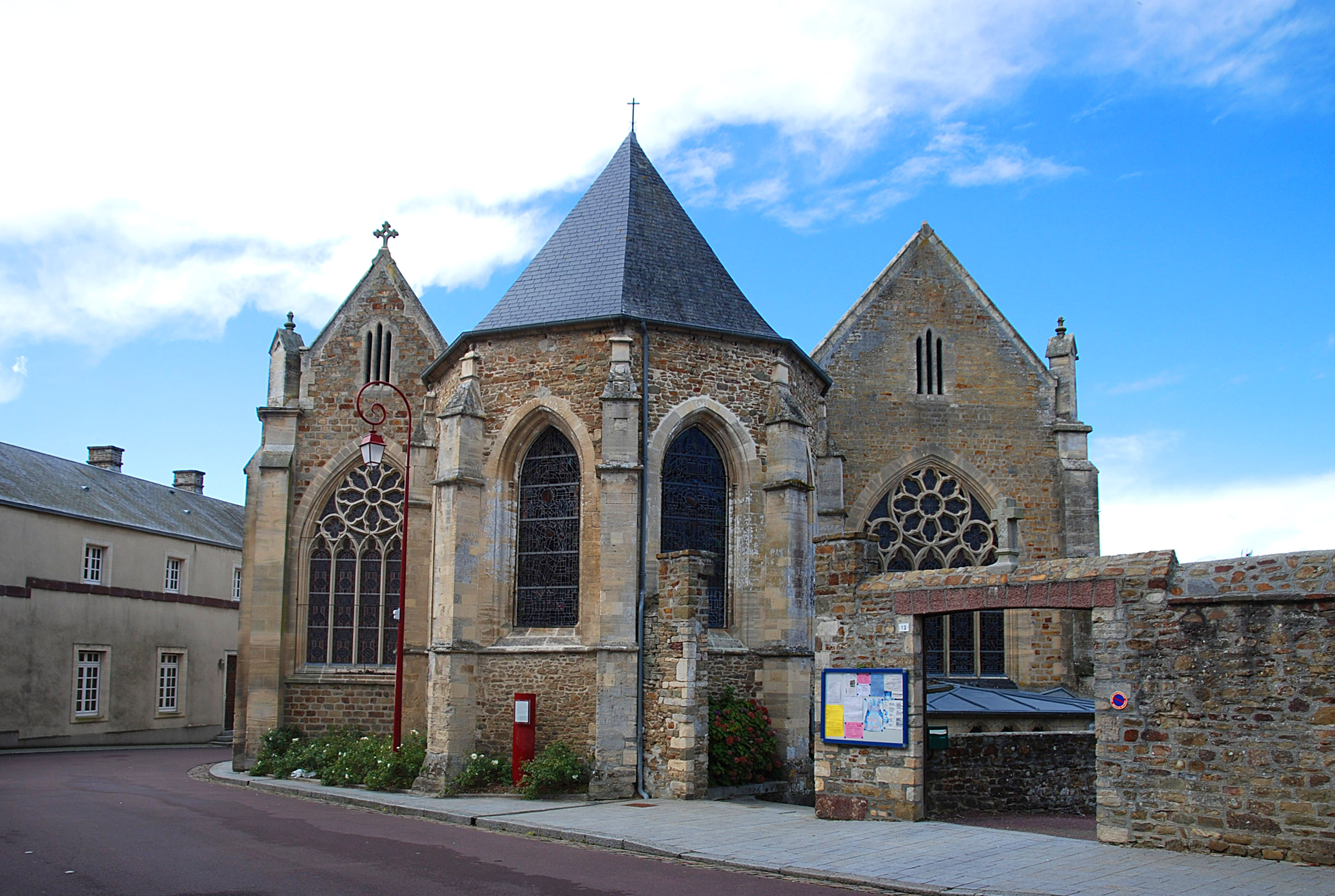
圣洛朗教堂
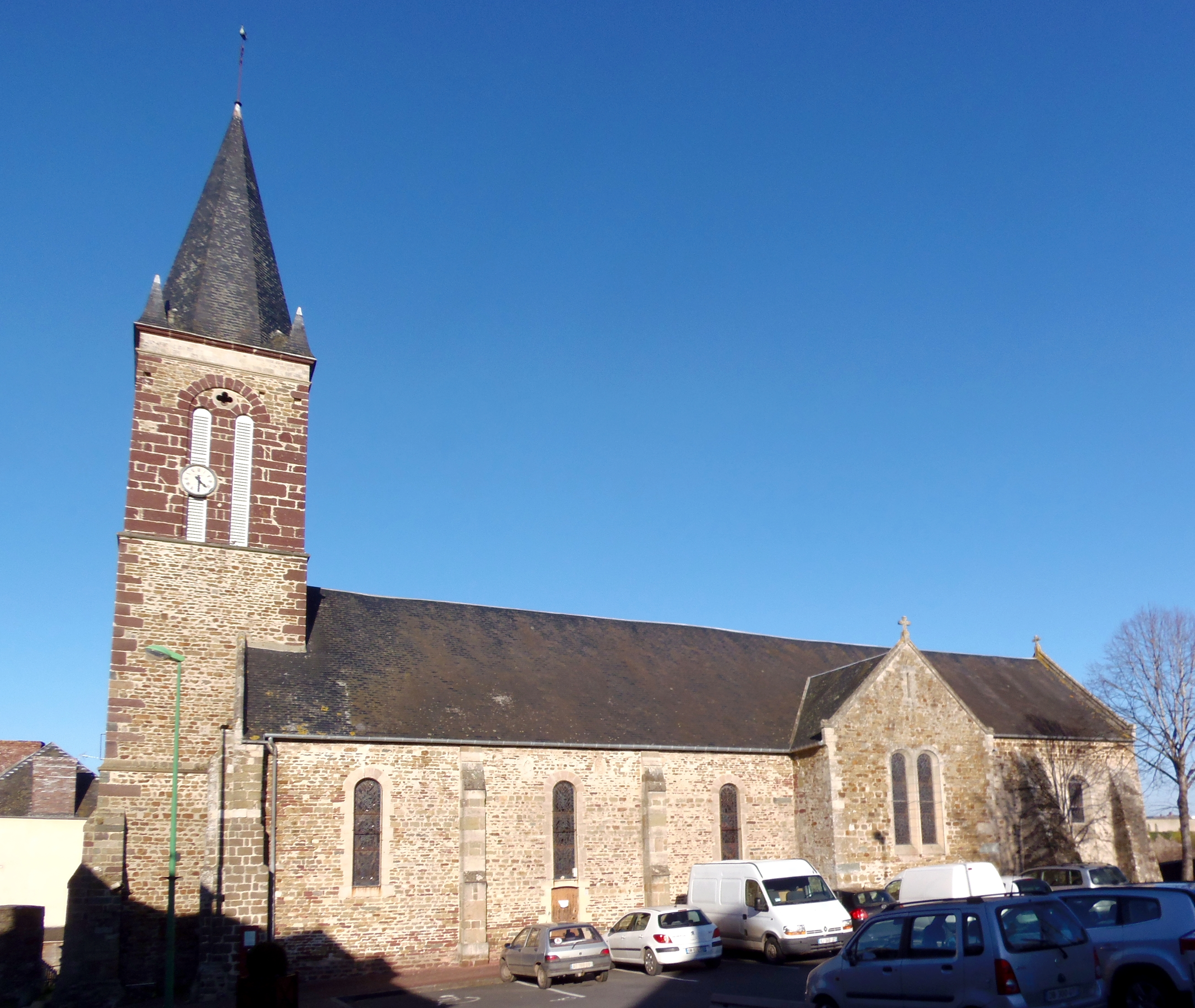
大维维耶圣母教堂
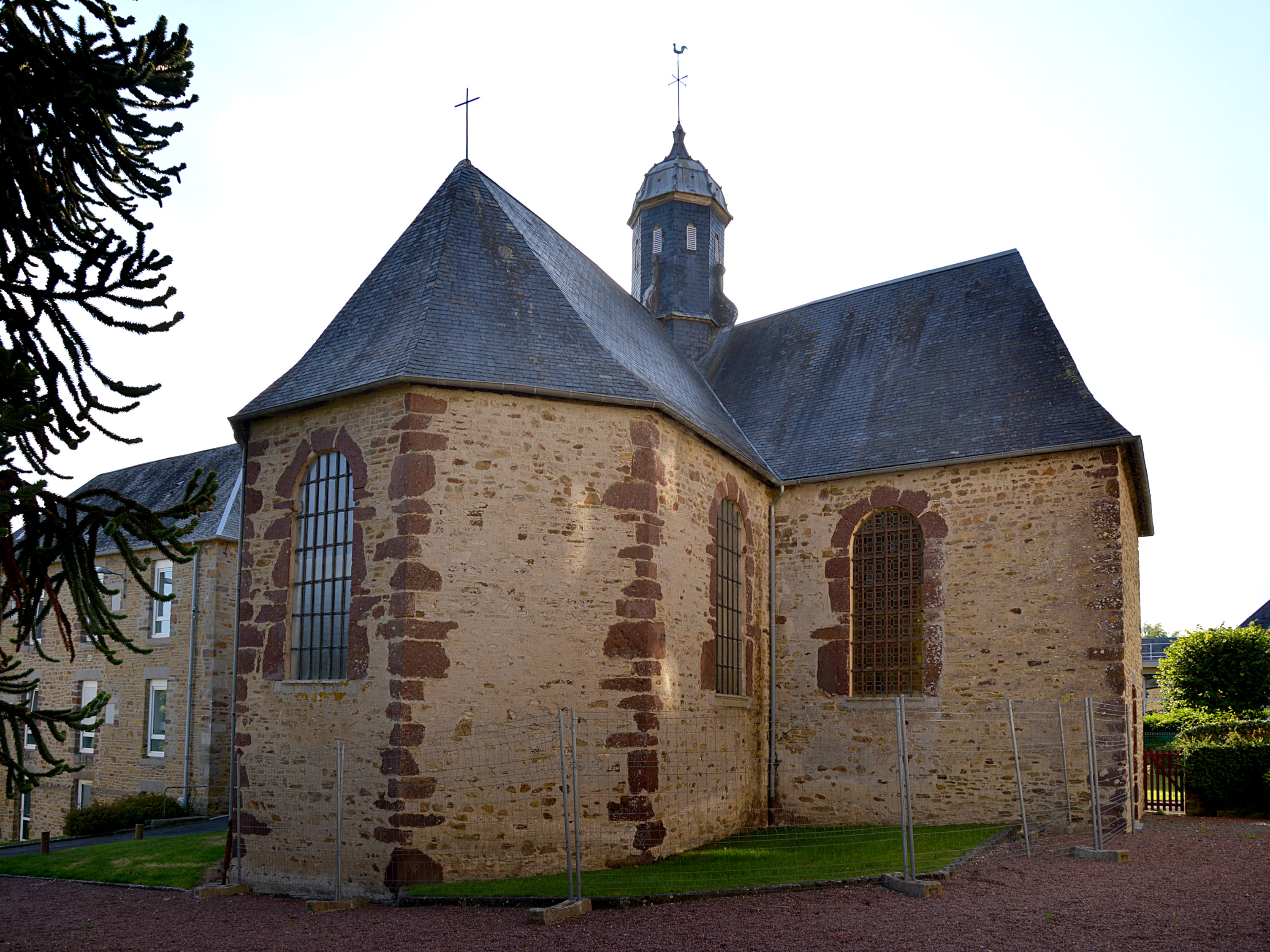
圣埃卢瓦小教堂
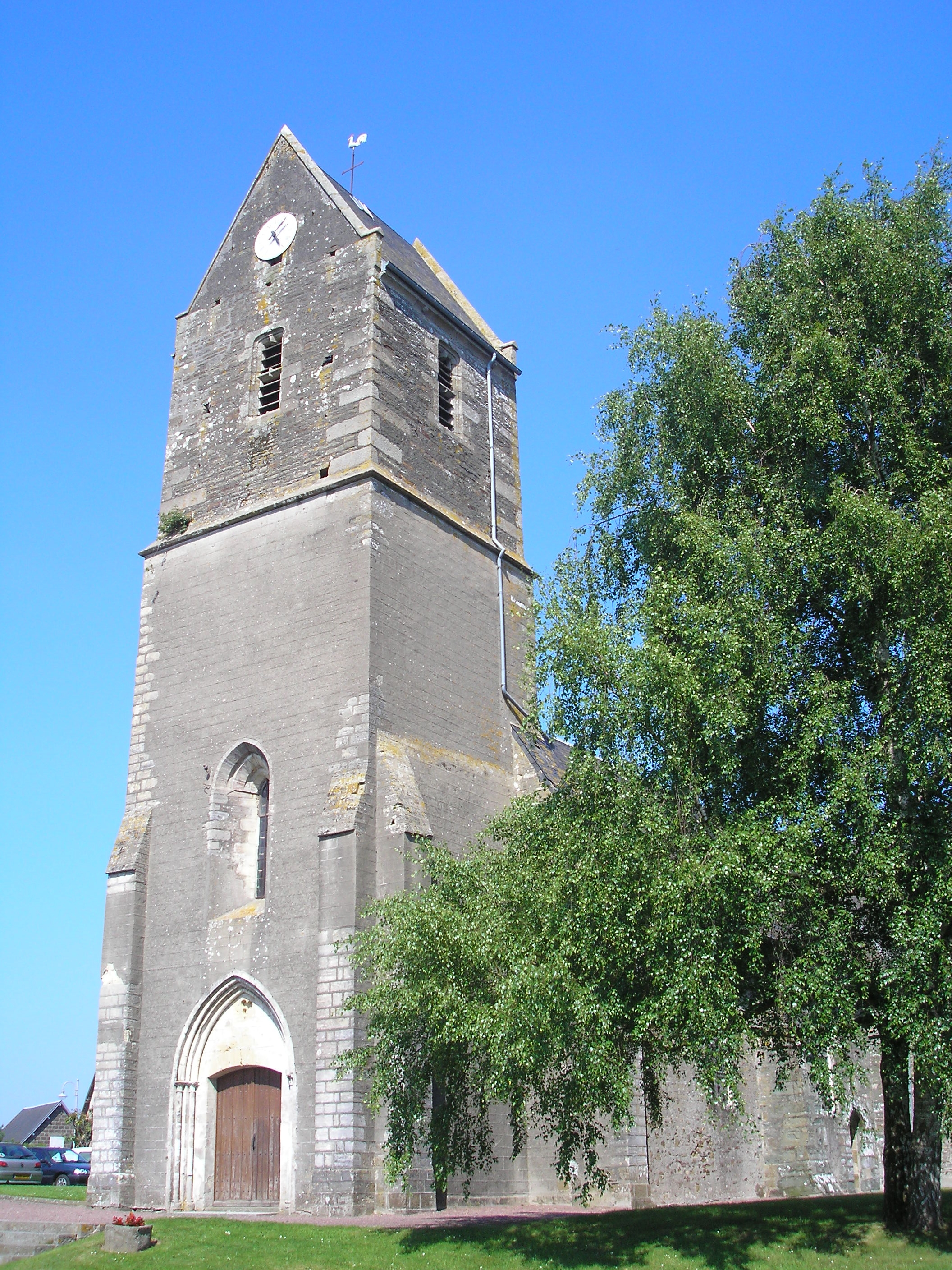
圣马蒂兰教堂
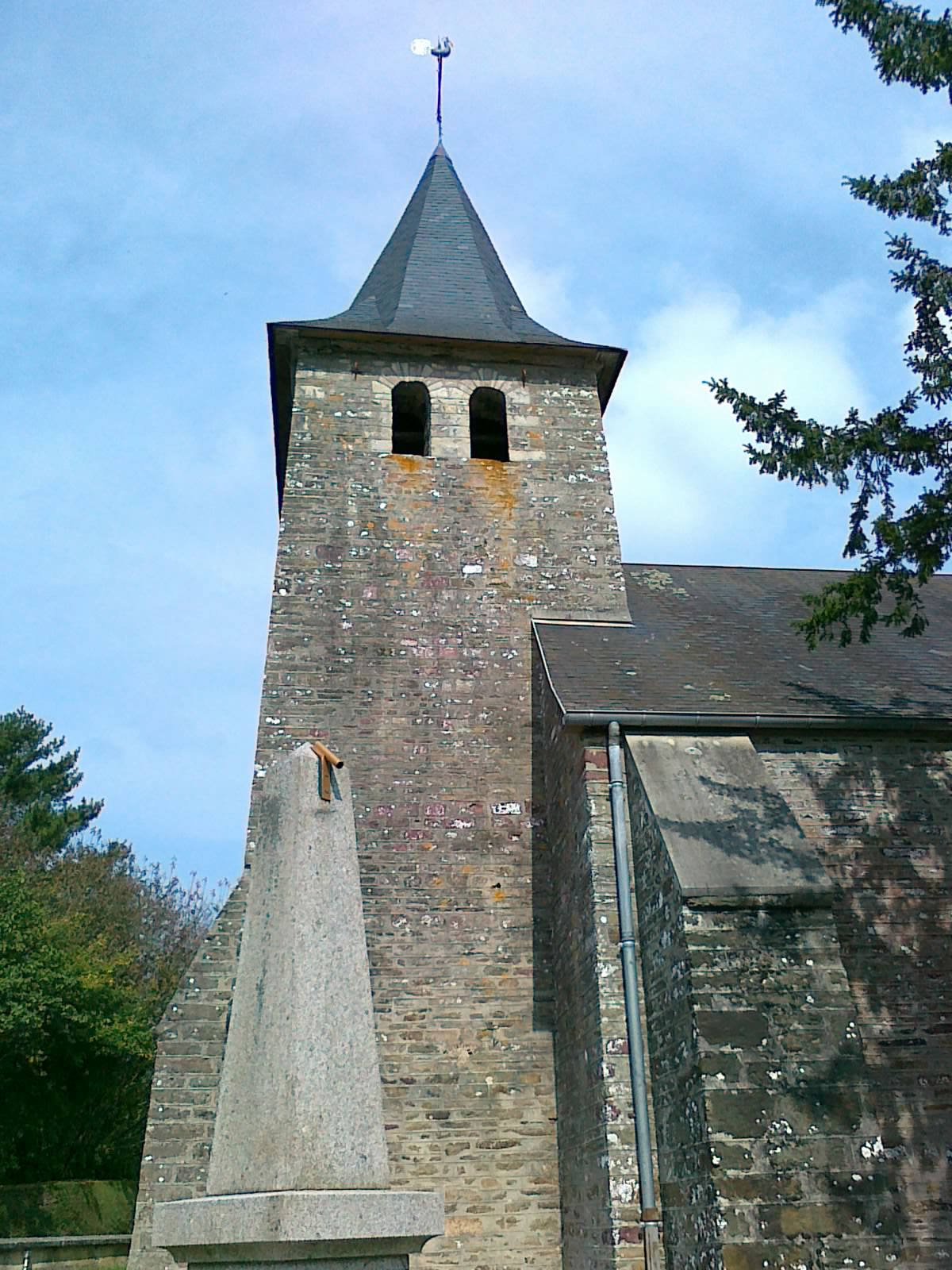
圣伯多禄教堂

### 旅游
托里尼莱维尔的旅游事务由其所属的圣洛城市圈公共社区联合各级政府协调负责。2024年，托里尼莱维尔境内共有1家酒店共计10间房间；另有1个露营地，可容纳共63辆露营车。

### 媒体
法国主要的媒体均可在托里尼莱维尔接收，法国电视三台下属的诺曼底大区频道在部分时段播出托里尼莱维尔所在芒什省的地方新闻。蓝色法兰西卡昂诺曼底广播、《芒什省日报》、《芒什省自由报》等是当地主要的地方性媒体。

## 友好城市
截至2024年12月，托里尼莱维尔共与一座城市建立了友好城市关系：
- 英格兰 Shipston-on-Stour